# 旭川厚生看護専門学校
旭川厚生看護専門学校 （あさひかわこうせいかんごせんもんがっこう）とは、北海道旭川市にある私立の専修学校。運営母体はJA北海道厚生連。旭川厚生病院ほか道内各地の厚生病院で実習を受けることができる。

## 設置学科
- 看護学科（3年制・昼間）

## 所在地
- 旭川市東旭川町下兵村297番地

## 取得できる資格・免許状

### 看護学科
- 専門士称号
- 看護師国家試験受験資格
- 保健師・助産師学校受験資格
- 養護教諭養成学校受験資格